# Разкол в македонското освободително движение след Първата световна война
Разколът в македонското освободително движение след Първата световна война е процес на продължение на необратимото разделение на македонското националноосвободително движение започнал с разцеплението на ВМОРО. Резултатите от участието на България в Първата световна война и преживяната от България национална катастрофа внасят коренна промяна в развитието на македонския въпрос. Вярата на останалите под чуждо управление македонски българи във възможностите на българската държава да осъществи националното обединение започва да гасне. Националното обединение престава за дълго да бъде предмет на реалната политика и на преден план излиза грижата за духовното единство на разпокъсаната нация – борбата за предпазването на останалите в Гърция и Кралството на сърбите, хърватите и словенците македонски българи от насилствена денационализация и асимилация.

## Течения
Коренно изменилите се условия предизвикват ожесточени спорове в освободителното движение на македонските българи. Всички са единодушни по основния лозунг – независима Македония, но се появяват съществени различия по съдържанието на този лозунг и по начините за осъществяването му. Отново както преди войните се оформят две основни течения в движението. Едното, т.нар. автономисти, се представлява от възстановената след подписването на Ньойския договор за мир конспиративна Вътрешна македонска революционна организация (ВМРО) начело с Тодор Александров и легалния Съюз на македонските културно-просветни и благотворителни братства. То е за съобразяване с общонационалните интереси и с политиката на българската държава, когато тя не противоречи на интересите на македонските българи. Другото течение се представлява от Македонската емигрантска федеративна организация (МЕФО). Федералистите поставят на преден план регионалните интереси на македонските българи и на народните населения в Македония. Те не крият българското си национално съзнание, но в стремежа си да убедят меродавните европейски фактори, че за тях лозунгът „Независима Македония“ има стратегическо, а не тактическо (като етап към обединението с България) съдържание, изтъкват това, че пътищата на Македония и България окончателно са се разделили. По същите съображения федералистите непрекъснато подчертават, че идеята за независима Македония не може да се защитава успешно от хора като Т. Александров, които са компрометирани пред великите сили победителки като съюзници на кайзерова Германия и проводници на политиката на цар Фердинанд по време на войната. Характерна особеност в идеологията и политиката на ръководителите на МЕФО е тяхната склонност към съществени компромиси с белградското правителство. Освен тези основни съперници претенции за контрол или поне за съществено влияние върху освободителното движение на македонските българи имат и някои други организации и политически сили. През май 1920 г. БКП създава Емигрантски комунистически съюз (ЕКС) за пропаганда на комунистическите идеи сред бежанските маси. За известно време той се радва на значително влияние, но обвързването на решаването на македонския въпрос единствено с победата на социалистическата революция не му позволява да се превърне в действителна масова организация. Много по-широко влияние имат създадената през пролетта на 1921 г. организация на участниците в Илинденско-Преображенското въстание „Илинден“,

## Политика на БЗНС
В борбата за контрол над освободителното движение на македонските българи се намесва и един страничен, но изключително важен фактор – официалната държавна власт в България. След парламентарните избори от май 1920 г. е съставено самостоятелно правителство на Българския земеделски народен съюз (БЗНС), който е привърженик на идеята за решаването на македонския въпрос чрез установяването на най-тесни приятелски отношения с Югославия и евентуалното изграждане на Балканска федерация. Различните схващания по пътищата за спасяването на македонските българи от насилствена денационализация и опасенията, че възобновената четническа дейност на ВМРО, чиито тилови бази са в Пиринска Македония, може да доведе до сериозни усложнения и дори до чуждестранна окупация на части от българската територия, изострят до краен предел отношенията между земеделското правителство и организацията. В борбата си срещу ВМРО правителството негласно се ползва от услугите на противниците на Т. Александров в движението. Стига се дотам, че през летата на 1920 – 1922 г. правителствени органи формират специални чети за физическото премахване на Т. Александров и завладяване ръководството на изградената от него организационна мрежа във Вардарска Македония и Пиринска Македония. Гласуван е специален, макар и почти неприложен закон срещу четническата дейност в съседни страни, подготвена на българска територия. Изпратени са допълнителни войскови, жандармерийски и полицейски части в Петрички и Кюстендилски окръг за ликвидиране базите на ВМРО. През лятото на 1922 г. ръководството на БЗНС прави опит да създаде собствена македонска емигрантска организация, но този опит е пресечен още в самото начало от безпощадните действия на ВМРО. Благодарение на подкрепата на населението в посочените окръзи, симпатиите на военните, разногласията в земеделските среди и колебливите действия на властта репресивните мерки срещу ВМРО имат незначителен ефект въпреки дадените жертви, включително един от най-изтъкнатите водачи на БЗНС – Александър Димитров.

## Вътрешни борби
Разколът в освободителното движение на македонските българи започва още от есента на 1918 г. във връзка с подготовката на Конференцията за мира в Париж. Тогава главен опонент на възстановяващата се ВМРО е т. нар. Временно представителство на бившата ВМОРО начело с Димо Хаджидимов, Георче Петров, Михаил Герджиков и др. Именно от тях по-късно федералистите заимствуват идеята за поставяне на преден план регионалните интереси на македонските българи и за държавното обособяване на Македония като въпрос на стратегия, а не на тактика. Разяждано от вътрешни противоречия, дължащи се на твърде разнородния му в социално и идейно отношение състав, след подписването на Ньойския договор Временното представителство се саморазпуска. Това обаче не слага край на острите разногласия в движението. На Втория велик събор на Съюза на македонските благотворителни братства, открит на 18 октомври 1920 г., някои дейци начело с Владислав Ковачев и представители на студентските македонски дружества в Женева и София начело с Анастас Коцарев и Йордан Анастасов предлагат освен приетия на Първия велик събор на братствата от 1919 г. основен лозунг „Независима Македония“ да се обсъдят и два други варианта – автономия в рамките на Югославия или на Балканска федерация. Освен това те настояват от ръководствата на братствата да бъдат извадени всички, които са свързани по някакъв начин с нелегалната ВМРО или заемат българска държавна служба. Мнозинството делегати отхвърлят тези предложения с аргументацията, че те свеждат македонския въпрос до вътрешно-югославски или най-много балкански, докато лозунгът „Независима Македония“ го прави общоевропейски. Те изтъкват, че при изключително тежкото положение, в което изпада България след Първата световна война, българите не могат да разчитат на благоволението на съседите си, а на собствената си непримиримост към чуждото владичество, демократичната европейска общественост, противоречията между великите сили и Обществото на народите.
Недоволни от позицията на мнозинството в събора, голяма група делегати начело с Никола Юруков, д-р Христо Татарчев, Славчо Ковачев и др. напуска заседанията и след няколко дни обявява създаването на Временна комисия с печатен орган вестник „Автономна Македония“. Отцепниците са предимно дейци, които дотогава са заемали неутрална позиция в споровете сред емиграцията, отстоявайки нейното единство, националреволюционери от някогашното Временно представителство и отделни симпатизанти на комунистическите и земеделските идеи. Въпреки многобройните опити на разни помирителни комисии и на Третия велик събор на братствата през 1921 г. разколът се задълбочава. На 4 декември 1921 г. Временната комисия свиква учредителен конгрес, който обявява създаването на Македонска емигрантска федеративна организация (МЕФО). Тъй като вече посочихме основните идеи в платформата на тази организация, тук само ще отбележим, че те са неосъществими при тогавашните условия. Всички опити за постигането на трайно единодействие на всички народности, населяващи Македония, с цел оформянето ѝ като самостоятелна политическа единица се провалят, а изграждането на Балканска федерация се оказва една утопия.
Разногласията не засягат само легалното движение, но и нелегалната ВМРО. Още при първите стъпки на организацията група нелегални дейци начело с популярния кратовски войвода Дончо Ангелов, Ефрем Чучков и др. се обявяват в опозиция на Т. Александров. Те настояват, преди да започне изграждането на широка конспиративна мрежа, да се свика конгрес, който да определи целите и методите на предстоящата борба. Т. Александров се противопоставя на това предложение, защото според него и без конгрес нещата са ясни – предстои трудна борба за запазването на македонските българи от насилствена денационализация и асимилация. Тази цел можела да се постигне чрез държавното обособяване на Македония, а дотогава – чрез прилагане договорите за защита на националните малцинства. Ето защо той настоява най-напред да се изгради нелегалната организация, а след това да се свиква конгрес. След като всички опити за споразумение пропадат и става ясно, че всъщност се води спор кой да ръководи организацията. В началото на септември 1921 г. войводата Ангелов и двама негови четници са застреляни. Участта им споделят и няколко привърженици на Т. Александров. Разколът във ВМРО приема опасни форми и размери, заплашващи самото ѝ съществуване. Противниците на Александров преминават към федералистите и през април-май 1922 г. формират нелегален Централен революционен федеративен комитет в състав Крум Зографов, Александър Панов, Григор Циклев, Велко Мандарчев и др. Комитетът има и Задгранично представителство, в което влизат д-р Филип Атанасов и дотогавашните най-близки сътрудници на Т. Александров Славе Иванов и Стоян Мишев. През април 1922 г. е организирана специална чета с войвода Крум Зографов, която има за задача да ликвидира намиращия се във Вардарска Македония Т. Александров и да постави под контрола на федералистите създадената от него организационна мрежа. Четата обаче е принудена да се върне в България, след като войводата ѝ загива в схватка със сръбска потеря.

## Надмощие на ВМРО
Този неуспех не обезкуражава федералистите и с помощта на органите на властта те дислоцират значителни свои въоръжени ядра в Неврокоп с ръководител Тодор Паница и в Кюстендил начело с Григор Циклев. Посочените градове са основните изходни пунктове за операции на четите в Егейска и Вардарска Македония, поради което ВМРО реагира решително. С Неврокопската и Кюстендилската акции на ВМРО, респективно през октомври и декември 1922 г. федералистките бойни ядра в Неврокоп и Кюстендил са разгромени и прогонени. Автономистите, които през лятото на 1922 г. създават своя нелегална организация наречена „спомагателна" на бойните организации, установяват там своя пълен контрол. През октомври 1922 г. Т. Александров отправя ултиматум до федералистите да прекратят враждебната си дейност срещу ВМРО. Онези от ръководителите им, които не се подчиняват на ултиматума и не успяват да се укрият, са ликвидирани. Под негов натиск на 31 януари 1923 г. е постигнато обединяването на легалното движение под знамето на ВМРО. Запазва се организация „Илинден“, която се стреми да бъде независима, но и тя е принудена да не се противопоставя на Т. Александров, който става господар на положението в освободителното движение на македонските българи.